# Bairamali
Bairamali (en turcomano: Baýramaly; en ruso: Байрамали), conocida anteriormente como Bayram-Ali, es una ciudad de Turkmenistán, capital del distrito de Bairamali en la provincia de Mari. 

## Toponimia
Baýramaly es un nombre masculino. Lleva el nombre de Bayram 'Ali Kan Qajar, el gobernante más destacado del Principado Cayar de Merv. Según Atanyyazow, Baýramaly gobernó Mari en el siglo XVIII, de 1782 a 1785 pero sin embargo, la duración real de su reinado sigue en disputa.

## Geografía
La ciudad está ubicada en un oasis seco formado por el río Murgab. Bairamali está a unos 27 km al este de Mari. 
Bairamali es un balneario climático y los visitantes a menudo son enviados a la ciudad para el tratamiento de enfermedades renales crónicas, como formas agudas de nefritis y nefrosis, hipertensión, tuberculosis renal y problemas de circulación sanguínea.

### Clima
Bairamali tiene un clima desértico con inviernos frescos y veranos muy calurosos; las lluvias son generalmente ligeras y erráticas, y ocurren principalmente en invierno y otoño.
| Parámetros climáticos promedio de Bairamaly (1991-2020) | Parámetros climáticos promedio de Bairamaly (1991-2020) | Parámetros climáticos promedio de Bairamaly (1991-2020) | Parámetros climáticos promedio de Bairamaly (1991-2020) | Parámetros climáticos promedio de Bairamaly (1991-2020) | Parámetros climáticos promedio de Bairamaly (1991-2020) | Parámetros climáticos promedio de Bairamaly (1991-2020) | Parámetros climáticos promedio de Bairamaly (1991-2020) | Parámetros climáticos promedio de Bairamaly (1991-2020) | Parámetros climáticos promedio de Bairamaly (1991-2020) | Parámetros climáticos promedio de Bairamaly (1991-2020) | Parámetros climáticos promedio de Bairamaly (1991-2020) | Parámetros climáticos promedio de Bairamaly (1991-2020) | Parámetros climáticos promedio de Bairamaly (1991-2020) |
| Mes                                                     | Ene.                                                    | Feb.                                                    | Mar.                                                    | Abr.                                                    | May.                                                    | Jun.                                                    | Jul.                                                    | Ago.                                                    | Sep.                                                    | Oct.                                                    | Nov.                                                    | Dic.                                                    | Anual                                                   |
| ------------------------------------------------------- | ------------------------------------------------------- | ------------------------------------------------------- | ------------------------------------------------------- | ------------------------------------------------------- | ------------------------------------------------------- | ------------------------------------------------------- | ------------------------------------------------------- | ------------------------------------------------------- | ------------------------------------------------------- | ------------------------------------------------------- | ------------------------------------------------------- | ------------------------------------------------------- | ------------------------------------------------------- |
| Temp. máx. abs. (°C)                                    | 28.0                                                    | 31.8                                                    | 37.2                                                    | 40.5                                                    | 45.5                                                    | 46.3                                                    | 47.5                                                    | 45.7                                                    | 44.0                                                    | 41.0                                                    | 35.2                                                    | 29.0                                                    | 47.5                                                    |
| Temp. máx. media (°C)                                   | 10.1                                                    | 12.6                                                    | 18.6                                                    | 25.6                                                    | 32.0                                                    | 36.8                                                    | 38.6                                                    | 37.0                                                    | 31.9                                                    | 25.1                                                    | 16.8                                                    | 11.1                                                    | 24.7                                                    |
| Temp. media (°C)                                        | 4.3                                                     | 6.4                                                     | 12.0                                                    | 18.5                                                    | 24.8                                                    | 29.7                                                    | 31.5                                                    | 29.3                                                    | 23.6                                                    | 16.7                                                    | 10.0                                                    | 5.3                                                     | 17.7                                                    |
| Temp. mín. media (°C)                                   | 0.0                                                     | 1.5                                                     | 6.4                                                     | 12.0                                                    | 17.3                                                    | 21.6                                                    | 23.7                                                    | 21.1                                                    | 15.2                                                    | 9.3                                                     | 4.2                                                     | 1.0                                                     | 11.1                                                    |
| Temp. mín. abs. (°C)                                    | -26.3                                                   | -24.8                                                   | -16.8                                                   | -3.6                                                    | 2.2                                                     | 7.6                                                     | 11.7                                                    | 7.4                                                     | -1.8                                                    | -8.3                                                    | -21.5                                                   | -23.0                                                   | -26.3                                                   |
| Precipitación total (mm)                                | 23                                                      | 31                                                      | 33                                                      | 25                                                      | 10                                                      | 0.9                                                     | 0.1                                                     | 0.1                                                     | 0.3                                                     | 6                                                       | 16                                                      | 15                                                      | 160.4                                                   |
| Días de precipitaciones (≥ 1 mm)                        | 6.5                                                     | 6.1                                                     | 7.4                                                     | 5.6                                                     | 3.5                                                     | 0.7                                                     | 0.1                                                     | 0.1                                                     | 0.3                                                     | 1.9                                                     | 3.5                                                     | 5.9                                                     | 41.6                                                    |
| Horas de sol                                            | 129.7                                                   | 137.4                                                   | 168.9                                                   | 217.2                                                   | 304.7                                                   | 356.2                                                   | 371.7                                                   | 355.0                                                   | 302.4                                                   | 249.0                                                   | 185.1                                                   | 128.7                                                   | 2906                                                    |
| Humedad relativa (%)                                    | 73.5                                                    | 67.3                                                    | 57.7                                                    | 51.6                                                    | 40.6                                                    | 31.7                                                    | 30.3                                                    | 29.4                                                    | 34.7                                                    | 46.1                                                    | 63.1                                                    | 72.8                                                    | 49.9                                                    |
| Fuente n.º 1: Погода и климат climatebase.ru            |                                                         |                                                         |                                                         |                                                         |                                                         |                                                         |                                                         |                                                         |                                                         |                                                         |                                                         |                                                         |                                                         |
| Fuente n.º 2: NOAA (1961-1990)                          |                                                         |                                                         |                                                         |                                                         |                                                         |                                                         |                                                         |                                                         |                                                         |                                                         |                                                         |                                                         |                                                         |

## Historia
Los mongoles colonizaron la región a partir de la década de 1210, y terminaron a fines de la década de 1220. Cuando se desintegró el Imperio mongol, fue el kanato de Chagatai liderado por Chagatai Kan el que tomó el control de la región y por lo tanto del ciudad. Sin embargo, estos últimos no duraron mucho, ya que el kanato estalló a partir de la década de 1330 tras las dificultades para liderarlo, unos 30 años después del final del Imperio mongol unido.
El kanato de Transoxiana aprovechó la inestabilidad para ocupar Bairamali, antes de ceder a la conquista de los timúridas.
Hacia fines del siglo XIV, los timúridas dirigidos por Tuglug Timur tomaron el control de la región. Este último perdió el control de la ciudad poco después de la muerte de Tamerlán: el imperio timúrida se estaba desmoronando bajo el peso de las revueltas y las incursiones uzbekas se sentían cada vez más. de modo que este último controló la región alrededor de los años 1430-1440.
Los uzbekos dominaron la ciudad y su región durante casi 150 años, antes de cederlos al kanato de Bujará.
La ciudad de Bairamali estuvo en el emirato de Bujará, antes de ser anexionada por el Imperio ruso a finales del siglo XIX. La estación Bairam-Ali del ferrocarril Transcaspio fue fundada en 1886. En 1887, se estableció la propiedad estatal de Murghab, cuya administración se construyó cerca de la estación y finalmente dio origen a la ciudad.
El asentamiento fue luego integrado a la Unión Soviética y recibió el estatus de ciudad en 1935. Algunas partes de la película Sol blanco del desierto (en ruso: Белое солнце пустыни) se filmaron en Bairamali. A la independencia de Turkmenistán el 26 de octubre de 1991, Bairamali fue integrado en el nuevo país.

## Demografía
| 19 575                                 | 24 156 | 31 987 | 37 531 | 43 824 | 54 300 | 88 486 | 110 545 |
| (Fuente: Censo soviético de 1959-1989) |        |        |        |        |        |        |         |

## Economía
La economía se basa en las industrias de alimentos y materiales de construcción. En la zona también se extrae gas natural.
El sanatorio de Bairamali (en turcomano: Baýramaly Şypahanasy) ha estado en funcionamiento desde 1933. En 2010 se renovó el sanatorio y se agregaron dos nuevos edificios. El sanatorio se especializa en dolencias de los riñones y del tracto urinario, enfermedades del sistema cardiovascular y enfermedades del sistema musculoesquelético.

## Infraestructura

### Arquitectura, monumentos y lugares de interés
Cerca de Bairamali están las ruinas de la antigua ciudad de Merv y 28 km al norte está el mausoleo de Judai Nazar-Ovluya, del siglo XII.

### Transporte
Bairamali se sitúa a lo largo de la línea principal de ferrocarril de Asjabad a Taskent.

## Personas ilustres
- Tahira Tahirova (1913-1991): política y diplomática soviética que trabajó como Ministra de Asuntos Exteriores de la República Socialista Soviética de Azerbaiyán (1959-1983).
- Nuri Halmammedov (1938-1983): compositor soviético turcomano, considerado uno de los más importantes de Turkmenistán
- Yamaldín Joyaniyázov (1996): futbolista turcomano-ruso que juega como lateral izquierdo, actualmente en el Sumgayit FK de Azerbaiyán.